# 狭叶刺蕊草
狭叶刺蕊草（学名：Pogostemon dielsianus）为唇形科刺蕊草属下的一个种。

## 扩展阅读
- 維基物種上的相關：狭叶刺蕊草